# Indische Cricket-Nationalmannschaft in Simbabwe in der Saison 2015
Die Tour der indischen Cricket-Nationalmannschaft nach Simbabwe in der Saison 2015 fand vom 10. bis zum 19. Juli 2015 statt. Die internationale Cricket-Tour war Bestandteil der Internationalen Cricket-Saison 2015 und umfasste drei ODIs und zwei Twenty20s. Indien gewann die ODI-Serie 3–0, während die Twenty20-Serie 1–1 unentschieden endete.

## Vorgeschichte
Indien bestritt zuletzt eine Tour in Bangladesch, Simbabwe in Pakistan. Das letzte Aufeinandertreffen der beiden Mannschaften bei einer Tour fand in der Saison 2013 in Simbabwe statt.

## Stadien
Die folgenden Stadien wurden für die Tour als Austragungsort vorgesehen und am 10. Juni 2015 bekanntgegeben.
| Stadion | Stadt              | Kapazität | Spiele               |
| ------- | ------------------ | --------- | -------------------- |
| Harare  | Harare Sports Club | 10.000    | 1.–3. ODI; 1.–2. T20 |

## Kaderlisten
Indien benannte seinen Kader am 29. Juni 2015.
| ODI | ODI | Twenty20 | Twenty20 |
| Simbabwe | Indien | Simbabwe | Indien |
| --- | --- | --- | --- |
| - Elton Chigumbura (K) - Regis Chakabva (wk) - Chamu Chibhabha - Graeme Cremer - Neville Madziva - Hamilton Masakadza - Richmond Mutumbami (wk) - Tinashe Panyangara - Sikandar Raza - Vusi Sibanda - Donald Tiripano - Prosper Utseya - Brian Vitori - Malcolm Waller - Sean Williams | - Ajinkya Rahane (K) - Stuart Binny - Kedar Jadhav - Dhawal Kulkarni - Bhuvneshwar Kumar - Manish Pandey - Axar Patel - Ambati Rayudu - Sanju Samson - Karn Sharma - Mohit Sharma - Sandeep Sharma - Harbhajan Singh - Manoj Tiwary - Robin Uthappa (wk) - Murali Vijay | - Elton Chigumbura (K) - Chamu Chibhabha - Charles Coventry (wk) - Graeme Cremer - Creig Ervine - Neville Madziva - Hamilton Masakadza - Chris Mpofu - Turai Muzarabani - John Nyumbu - Sikandar Raza - Donald Tiripano - Prosper Utseya - Brian Vitori - Malcolm Waller | - Ajinkya Rahane (K) - Stuart Binny - Kedar Jadhav - Dhawal Kulkarni - Bhuvneshwar Kumar - Manish Pandey - Axar Patel - Ambati Rayudu - Sanju Samson - Karn Sharma - Mohit Sharma - Sandeep Sharma - Harbhajan Singh - Manoj Tiwary - Robin Uthappa (wk) - Murali Vijay |

## One-Day Internationals

### Erstes ODI in Harare
| 10. Juli Scorecard | Harare | Indien 255-6 (50)         | – | Simbabwe 251-7 (50) |
|                    |        | Indien gewinnt mit 4 Runs |   |                     |

### Zweites ODI in Harare
| 12. Juli Scorecard | Harare | Indien 271-8 (50)          | – | Simbabwe 209 (49) |
|                    |        | Indien gewinnt mit 62 Runs |   |                   |

### Drittes ODI in Harare
| 14. Juli Scorecard | Harare | Indien 276-5 (50)          | – | Simbabwe 193 (42.4) |
|                    |        | Indien gewinnt mit 83 Runs |   |                     |

## Twenty20 Internationals

### Erstes Twenty20 in Harare
| 17. Juli Scorecard | Harare | Indien 178-5 (20)          | – | Simbabwe 124-7 (20) |
|                    |        | Indien gewinnt mit 54 Runs |   |                     |

### Zweites Twenty20 in Harare
| 19. Juli Scorecard | Harare | Simbabwe 145-7 (20)          | – | Indien 135-9 (20) |
|                    |        | Simbabwe gewinnt mit 10 Runs |   |                   |

## Statistiken
Die folgenden Cricketstatistiken wurden bei dieser Tour erzielt.
| ODIs              | ODIs       | ODIs    | ODIs    | ODIs    | ODIs    | ODIs    | ODIs    | ODIs    |
| Batting           | Batting    | Batting | Batting | Batting | Batting | Batting | Batting | Batting |
| Spieler           | Mannschaft | Spiele  | Innings | Runs    | Average | HS      | 100s    | 50s     |
| ----------------- | ---------- | ------- | ------- | ------- | ------- | ------- | ------- | ------- |
| Ambati Rayudu     | Indien     | 2       | 2       | 165     | 165,00  | 124*    | 1       | 0       |
| Chamu Chibhabha   | Simbabwe   | 3       | 3       | 157     | 52,33   | 82      | 0       | 2       |
| Kedar Jadhav      | Indien     | 3       | 3       | 126     | 63,00   | 105*    | 1       | 0       |
| Elton Chigumbura  | Simbabwe   | 3       | 3       | 123     | 61,50   | 104*    | 1       | 0       |
| Stuart Binny      | Indien     | 3       | 3       | 120     | 60,00   | 77      | 0       | 1       |
| Bowling           |            |         |         |         |         |         |         |         |
| Spieler           | Mannschaft | Spiele  | Overs   | Wickets | Average | BBI     | 5W      | 10W     |
| Neville Madziva   | Simbabwe   | 2       | 19      | 6       | 18,00   | 4/49    | 0       | 0       |
| Stuart Binny      | Indien     | 3       | 27      | 6       | 25,16   | 3/55    | 0       | 0       |
| Bhuvneshwar Kumar | Indien     | 3       | 26      | 5       | 16,00   | 4/33    | 0       | 0       |
| Axar Patel        | Indien     | 3       | 26.4    | 5       | 24,00   | 2/39    | 0       | 0       |
| Chamu Chibhabha   | Simbabwe   | 3       | 23      | 4       | 26,75   | 2/25    | 0       | 0       |
| Harbhajan Singh   | Indien     | 3       | 30      | 4       | 27,50   | 2/35    | 0       | 0       |

| Twenty20s          | Twenty20s  | Twenty20s | Twenty20s | Twenty20s | Twenty20s | Twenty20s | Twenty20s | Twenty20s |
| Batting            | Batting    | Batting   | Batting   | Batting   | Batting   | Batting   | Batting   | Batting   |
| Spieler            | Mannschaft | Spiele    | Innings   | Runs      | Average   | HS        | 100s      | 50s       |
| ------------------ | ---------- | --------- | --------- | --------- | --------- | --------- | --------- | --------- |
| Chamu Chibhabha    | Simbabwe   | 2         | 2         | 90        | 45,00     | 67        | 0         | 1         |
| Robin Uthappa      | Indien     | 2         | 2         | 81        | 81,00     | 42        | 0         | 0         |
| Hamilton Masakadza | Simbabwe   | 2         | 2         | 47        | 23,50     | 28        | 0         | 0         |
| Murali Vijay       | Indien     | 2         | 2         | 47        | 23,50     | 34        | 0         | 0         |
| Ajinkya Rahane     | Indien     | 2         | 2         | 37        | 18,50     | 33        | 0         | 0         |
| Bowling            |            |           |           |           |           |           |           |           |
| Spieler            | Mannschaft | Spiele    | Overs     | Wickets   | Average   | BBI       | 5W        | 10W       |
| Graeme Cremer      | Simbabwe   | 2         | 8         | 4         | 9,50      | 3/18      | 0         | 0         |
| Axar Patel         | Indien     | 2         | 8         | 4         | 10,00     | 3/17      | 0         | 0         |
| Chris Mpofu        | Simbabwe   | 2         | 7         | 4         | 14,75     | 3/33      | 0         | 0         |
| Mohit Sharma       | Indien     | 2         | 7         | 3         | 12,00     | 2/28      | 0         | 0         |
| Harbhajan Singh    | Indien     | 1         | 4         | 2         | 14,50     | 2/29      | 0         | 0         |
| Bhuvneshwar Kumar  | Indien     | 2         | 8         | 2         | 24,00     | 2/26      | 0         | 0         |

## Player of the Series
Als Player of the Series wurden die folgenden Spieler ausgezeichnet.
| Serie | Player of the Series |
| ----- | -------------------- |
| ODI   | Ambati Rayudu        |
| T20   | Chamu Chibhabha      |

### Player of the Match
Als Player of the Match wurden die folgenden Spieler ausgezeichnet.
| Spiel  | Player of the Match |
| ------ | ------------------- |
| 1. ODI | Ambati Rayudu       |
| 2. ODI | Murali Vijay        |
| 3. ODI | Kedar Jadhav        |
| 1. T20 | Axar Patel          |
| 2. T20 | Chamu Chibhabha     |